# Walter Spiering
Walter Spiering war ein deutscher Fußballspieler, der mit dem Meidericher SV zweimal in der Endrunde um die deutsche Meisterschaft stand.

## Karriere

### Laufbahn in Meiderich
Wann genau Spiering in die erste Mannschaft des Meidericher SV aufgenommen wurde, ist nicht bekannt. Mindestens seit 1924 gehörte er dieser jedoch an und bis zur Spielzeit 1926/27 hatte er sich einen Stammplatz auf Position des rechten Außenstürmers gesichert. Mit dem MSV spielte er in der Bezirksliga Niederrhein, der damals höchsten Spielklasse, stets um den Titel und scheiterte mehrmals knapp. Dies änderte sich, als am Ende der Saison 1928/29 die erste Niederrheinmeisterschaft der Vereinsgeschichte gewonnen wurde. Dadurch durfte Meiderich an der westdeutschen Meisterschaft teilnehmen. Durch einen zwischenzeitlichen 4:2-Sieg gegen den FC Schalke 04, zu dem Spiering ein Tor beitragen konnte, wurde die Qualifikation zur deutschen Meisterschaftsendrunde von 1929 erreicht; in Westdeutschland belegte die Mannschaft letztlich den zweiten Rang. Im landesweiten Achtelfinale traf der MSV unter Mitwirkung von Spiering am 16. Juni auf den amtierenden Meister Hamburger SV und war diesem knapp mit 2:3 unterlegen.
Anschließend kam es am Niederrhein zum Kampf um die Titelverteidigung, doch der Homberger SV konnte sich 1930 durchsetzen. Ein Jahr darauf folgte hingegen der erneute Titelgewinn und durch einen dritten Platz in der westdeutschen Endrunde gelang auch die Qualifikation zur deutschen Meisterschaft 1931. Gegen den Erstrundengegner TSV 1860 München stand der Stürmer auf dem Platz und musste eine 1:4-Niederlage hinnehmen. Ob und für welchen Zeitraum er über 1931 hinaus für den Verein spielte, ist nicht bekannt.
Im Zweiten Weltkrieg wurde er an der Ostfront eingesetzt und galt dauerhaft als vermisst, nachdem er dort verschwunden war. Erst zu Beginn der 1960er-Jahre, also rund 15 Jahre nach Kriegsende, kehrte er zurück und sorgte damit auch bei seinem früheren Fußballverein für Aufsehen.

### Als Auswahlspieler
Für die deutsche A-Nationalmannschaft wurde Spiering nie berücksichtigt, allerdings lief er mindestens ein Mal für eine westdeutsche Auswahl auf. Mit dieser traf er im Mai 1931 in Arnheim auf eine Auswahl aus den östlichen Niederlanden und war zunächst gar nicht für die erste Elf vorgesehen, ersetzte aber im Verlauf des Freundschaftsspiels den verletzten Stanislaus Kobierski. Die prominent besetzte Mannschaft konnte im Nachbarland mit 3:0 gewinnen.